# 可朱渾孝裕
可朱渾孝裕（かしゅこん こうゆう、537年 - 574年）は、中国の北斉の軍人。諱は長挙、字は孝裕。本貫は太安郡狄那県。

## 経歴
可朱渾道元の子として生まれた。員外散騎侍郎を初任とした。ほどなく若曷直蕩第二副都督・直斎に任じられ、南営州新昌県を食幹とした。河清元年（562年）12月、父の扶風郡王の爵位を嗣いだ。直閤将軍の号を受けた。天統4年（568年）2月、儀同三司の位を受けた。5月、開府儀同三司に進んだ。東武県開国侯の別封と食邑800戸を受けた。武衛大将軍の号を受け、晋州南絳郡を食幹とした。武平4年（573年）5月、右衛大将軍の号を受けた。
ときに南朝陳の呉明徹が北伐して寿陽城を包囲した。寿陽城が陥落すると、孝裕は王琳・盧潜らとともに捕らえられた。王琳が殺害されたほかは、みな連行されて東冶に虜囚となった。武平5年（574年）5月11日、孝裕は揚州で死去した。享年は38。使持節・都督常安平南北二営五州諸軍事・尚書右僕射・司空公・常州刺史の位を追贈された。武平7年（576年）5月7日、鄴城の西20里の野馬崗に埋葬された。

## 伝記資料
- 『北史』巻53 列伝第41
- 斉故尚書右僕射司空公可朱渾扶風王墓誌銘（可朱渾孝裕墓誌）